# Faouzi Benchabane
 (mars 2025).
Motif : aucune source secondaire centrée sur la personne. On ne source pas une biographie par des annonces de match, des compte rendu de match ou des statistiques
- Archive Wikiwix
- Bing
- Cairn
- DuckDuckGo
- E. Universalis
- Gallica
- Google
- G. Books
- G. News
- G. Scholar
- Persée
- Qwant
- (zh) Baidu
- (ru) Yandex
- (wd) trouver des œuvres sur Wikidata

| 1. | Préciser le motif de la pose du bandeau. | Précisez le motif de la pose du bandeau en utilisant la syntaxe suivante : {{admissibilité à vérifier\|date=mai 2025\|motif=remplacez ce texte par le motif}}                          |
| 2. | Informer les utilisateurs concernés.     | Pensez à avertir le créateur de l'article, par exemple, en insérant le code ci-dessous sur sa page de discussion : {{subst:avertissement admissibilité à vérifier\|Faouzi Benchabane}} |

Faouzi Benchabane, né le 24 août 1989 à Dunkerque est un arbitre fédéral français de football.

## Biographie
Faouzi Benchabane, commence sa carrière d’arbitre en 2011 sous l’égide de la Fédération Française de Football. Rapidement, il gravit les échelons et devient un arbitre reconnu dans les compétitions nationales. Parallèlement à sa carrière dans le football, il travaille dans le secteur bancaire et financier, occupant notamment le poste de directeur d’agence chez Meilleurtaux.com à Marignane entre 2018 et 2023.

### Carrière d'arbitre
Au fil des années, Faouzi Benchabane a officié dans plus de 220 rencontres officielles, principalement en Ligue 2, en Coupe de France et dans d’autres compétitions nationales. Il est promu en Ligue 2 pour la saison 2022-2023. Son style d’arbitrage est marqué par une rigueur et une gestion stricte des rencontres, avec une moyenne de 3 à 4 cartons jaunes distribués par match.
En 2025, il est désigné arbitre principal pour plusieurs matchs importants, notamment lors des 16es de finale de la Coupe de France, où il dirige la rencontre entre le Stade Briochin (N2) et le FC Annecy. Il arbitre également en Ligue 2 BKT, prenant en charge des rencontres comme Amiens SC - FC Metz et La Berrichonne de Châteauroux - FC Lorient,.
Sur le plan international, il occupe le rôle de 4e arbitre lors de matchs d’UEFA Youth League, notamment lors de la confrontation entre l’Olympique de Marseille et le Sporting CP en 2024.

### Parcours professionnel en dehors du football
En dehors de sa carrière dans l’arbitrage, Faouzi Benchabane évolue dans le secteur financier et du management. Il débute en tant que chargé d’affaires chez Veolia Environnement en 2011-2012, avant de devenir manager à La Poste Groupe entre 2013 et 2016. Par la suite, il rejoint Meilleurtaux.com en tant que directeur d’agence, poste qu’il occupe jusqu’en 2023.

## Statistiques*
*Comprenant les rôles d'arbitre central, arbitre assistant et arbitre VAR
| Catégorie              | Nombres de Matchs |
| Ligue 1                | 86                |
| Ligue 2                | 114               |
| National               | 94                |
| National 2             | 6                 |
| National 3             | 7                 |
| Coupe de France        | 23                |
| Coupe de la Ligue      | 6                 |
| Amicaux internationaux | 1                 |
| UEFA Youth League      | 7                 |
| ---------------------- | ----------------- |